# Lutjanus lemniscatus
Lutjanus lemniscatus is een straalvinnige vis uit de familie van snappers (Lutjanidae) en behoort derhalve tot de orde van baarsachtigen (Perciformes). De vis kan een lengte bereiken van 65 centimeter.

## Leefomgeving
Lutjanus lemniscatus is een zoutwatervis. De vis prefereert een tropisch klimaat en heeft zich verspreid over de Grote en Indische Oceaan. De diepteverspreiding is 70 tot 80 meter onder het wateroppervlak.

## Relatie tot de mens
Lutjanus lemniscatus is voor de visserij van aanzienlijk commercieel belang. In de hengelsport wordt er weinig op de vis gejaagd.